# Titelsekvens
En titelsekvens er den måde som en film, en tv-serie eller et computerspil præsenterer titel samt de vigtigste personer i produktionsholdet. En titelsekvens bruger typisk intromusik med videobilleder som kan være optaget i forvejen.
Tv-serier starter oftest med en ‘cold opening’, hvor handlingen går direkte i gang, og introen først kommer senere, mens film oftest tydeliggøre alt for seeren, før filmens handling starter.
Der er tale om to hovedformer indenfor titelsekvenser: De moderne og de traditionelle.
En titelsekvens indeholder de mest almindeligste oplysninger, såsom:
- Instruktør
- Manuskript af
- Produceret af
- Musik af
- Executive Producer
- Skuespillere

Disse oplysninger fremgår også i filmens rulletekster.

## Den moderne titelsekvens
Den moderne titelsekvens bruges til at forberede indstillingerne for hjernen. Det kan f.eks ses i Dexter, hvor brugen af nærbilleder er med til at skærpe sanserne og give indtryk af serien, som en guide til det vi skal til at se.
"En god titelsekvens, skal have et musikalsk løft og skabe en poetisk intro til filmens tema og stil. En god titelsekvens kan suggerere, hvad en film kommer til at handle om. Altså uden at være tydeliggørende anslå atmosfære og tonefald, så appetitten vækkes og sanserne skærpes", forklarer filmanmelderen Morten Piil (Christensen & Neimann 2003).
Seriens stil og stemning ved introen er meget abstrakt og metaforisk, der gerne skal undgå at konkret svare på, hvad serien handler om. I moderne titelsekvenser handler det altså ikke om en tydelig og konkret rammesætning af seriens miljø, karakterer, handling, men snarere om æstetik, stoflighed og mystik, der tilsammen visualisere seriens egenskaber.
Tager vi Dexter som et eksempel, så har man valgt at lave en mere taktil og ubehagelig stemning introduktion. I stedet for den traditionelle titelsekvens, har man her valgt at undlade alle rammesættende funktioner og erstattet det med tematiske effekter, som blod, diverse lyde såsom blodappelsiner der bliver gennemskåret af en savtakkede kniv. Alle disse elementer skal give seeren en ide om hvilken stemning og æstetik serien dyrker og behandler.

### Eksempler
The Walking Dead- AMC, 2010
Dexter - Showtime, 2006
True Blood - HBO, 2008

## Introers formidling af serien
Det ses ofte i den moderne titelsekvens, at den repræsenterer dens serie på en ud af to måder, og endda nogle gange ved en blanding af begge, nemlig ved hjælp af metaforer og referencer.

## Metaforer
Når en titelsekvens præsenterer dens serie med metaforer, er det ofte ikke for at præsentere seriens handling, men i stedet for at formidle de eventuelle temaer der bliver bearbejdet. To eksempler gives, i form af serierne Six Feet Under og Mad Men. I serien Six Feet Under bliver seriens mest essentielle tema, nemlig død, repræsenteret af en ravn, samt en hospitalsgang, en gravsten, hænder der splittes, samt en blomst der visner, der samtidigt også refererer til Edgar Allan Poes “The Raven”.# I serien Mad Men, ser man i titelsekvensen en silhouet af en mand der falder, hvilket er en metafor for hovedpersonens personlige forfald, samtidigt med, at de reklamer der fremgår i baggrunden af sekvensen, må ses som en repræsentation af det som serien egentligt omhandler, nemlig et miljø, der er fyldt med glittende og overfladiske reklamer.#

## Referentialitet
En anden mulighed for præsentation af en moderne serier, er i form af referentialitet, hvor man anvender titelsekvensen, til at lægge spor ud til seeren om, hvad serien handler om. Disse spor er mere eller mindre eksplicitte, hvilket vil sige, at de er forholdsvis nemme for folk at finde. Et eksempel er serien Desperate Housewives, hvor titelsekvensen viser forskellige kendte værker, der bliver manipulerede, for at give seeren hjælp til, at finde ud af, hvad et givent afsnit handler om, hvilket meget af tiden vil omhandle og afspejle forholdet mellem kønnene. #

## Den traditionelle titelsekvens
En traditionel titelsekvens skal informere og fremvise hvilken form for film der er tale om og, hvad for nogle skuespillere man får fremvist. Det er nærmest en introduktion (paratekst) til filmen som seeren skal igennem før den egentlige film starter, altså en slags stemningssætter, så man kommer tættere på, hvad for en genre filmen er ude i. Man kan nærmest opdele sekvensen op i 3 dele. Her benyttes serien “Dynasty” som eksempel:
https://www.youtube.com/watch?v=HwwX7bXJI68&list=PLX_j2vtanNkipLR6C--PMVzlMSZcVEa6A&index=5

### Dynasty’s introsekvens har 3 mål
- At rammesætte miljøet som serien foregår i (tydeliggørelse af miljøet...)
- Man får tydeligt fremvist den store kontorbygning med påskriften “First of Denver”

- At rammesætte de grundlæggende karakterer som er med i serien (hvilke mennesker og karakterer der er særlig dominerede i filmen)
- Man får fremvist den rige befolkning i form af montager af fly, helikopter, yacter, mænd i jakkesæt mm.

- At “præsentere” “hoved-personen/personer” og vigtige bipersoner

### Andre Eksempler
Simpsons - Fox, 1989
Venner - NBC, 1994
Ved den traditionelle titelsekvens, får seeren præsenteret de væsentlige og vigtige elementer såsom miljøet og karaktererne så tydeligt som man kan.